# Ордабасы (заповедник)
Историко-культурный национальный заповедник «Ордабасы» (каз. Ұлттық тарихи-мәдени қорығы «Ордабасы») — заповедник на левой широкой террасе реки Бадам в 40 км к западу от Шымкента, Казахстан. Начал функционировать 1 января 1994. Расположен Общая площадь заповедника составляет 1134 га. Историко-культурный заповедник организован на базе исторического могильника «Ордабасы», а также комплексных и единичных археологических, архитектурных памятников местности Ордабасы. На территории заповедника-музея расположены 10 памятников историко-культурного значения.

## Памятники историко-культурного значения
Исследователи проводившие экспертизу выявили петроглифы и комплекс древних захоронений, которые также вошли в состав заповедника.
На вершине горы возвышается стела, высота которой достигает 28 м, напоминающая о трагических 1723—1727 годах Стела имеет три грани обложенная белым мрамором. Грани имеет свое направление:
- первая указывает на запад — Сырдарья;
- вторая на север — горы Каратау;
- третья на юго-восток — гора Казыгурт.

Стела была возведена в 2001 году в честь 275-летия монастырской общины — курултая, а также в год 10-летия независимости государства Республики Казахстан. Авторами ансамбля являются скульптор А. Мамырбаев и архитектор Г. Садырбаев.
На территории историко-культурного заповедника расположен музей, имеющий форму пирамиды. Музейный фонд составляет 1376 экспонатов.